# Matthijs Verhanneman
Matthijs Verhanneman (Menen, 8 dicembre 1988) è un pallavolista belga, schiacciatore del Roeselare.

## Carriera
Inizia la sua carriera nella formazione della sua città natale, il Volley Club Menen, e successivamente milita per due stagioni nel PNV Waasland. Nel 2006 viene acquistato dal Roeselare, una delle maggiori formazioni del Belgio. Al suo primo anno vince il campionato nazionale, mentre nella stagione successiva trionfa in Supercoppa. In ogni stagione prende parte alla Champions League, riuscendo in più occasioni a superare il primo turno.
Proprio durante il massimo trofeo continentale, nell'edizione 2009-10, si fa notare dalla Trentino Volley, formazione italiana affrontata nei playoff a 12: nei due incontri sigla 35 punti ai campioni in carica.  Il 30 dicembre 2010 la società belga rende noto il suo passaggio alla formazione trentina; conclude ugualmente in Belgio la stagione 2010-11. Il suo cartellino è di proprietà della Trentino Volley, che lo acquista nel 2011 quando firma un contratto triennale.
Nella sua prima stagione in Italia, però, non esordisce con la maglia della formazione trentina, ma viene ceduto in prestito al GS Robur Costa Ravenna, mentre in quella successiva passa alla Pallavolo Molfetta, prima di fare ritorno in patria, sempre al Roeselare, dove conquista altri otto scudetti, otto coppe nazionali e sei Supercoppe.

## Palmarès

### Club
- Campionato belga: 10

2006-07, 2009-10, 2013-14, 2014-15, 2015-16, 2016-17, 2020-21, 2021-22, 2022-23, 2023-24
- Coppa del Belgio: 9

2010-11, 2015-16, 2016-17, 2017-18, 2018-19, 2019-20, 2020-21, 2022-23, 2023-24
- Supercoppa belga: 8

2007, 2010, 2013, 2014, 2018, 2019, 2022, 2023

### Nazionale (competizioni minori)
- European League 2013